# Frénouville
Frénouville (fʁe.nu.vilⓘ) es una población y comuna francesa, situada en la región de Baja Normandía, departamento de Calvados, en el distrito de Caen y cantón de Bourguébus.

## Demografía
| 585 | 741 | 938 | 1124 | 1266 | 1478 |
| Para los censos de 1962 a 1999 la población legal corresponde a la población sin duplicidades (Fuente: INSEE [Consultar]) |     |     |      |      |      |